# Karavella

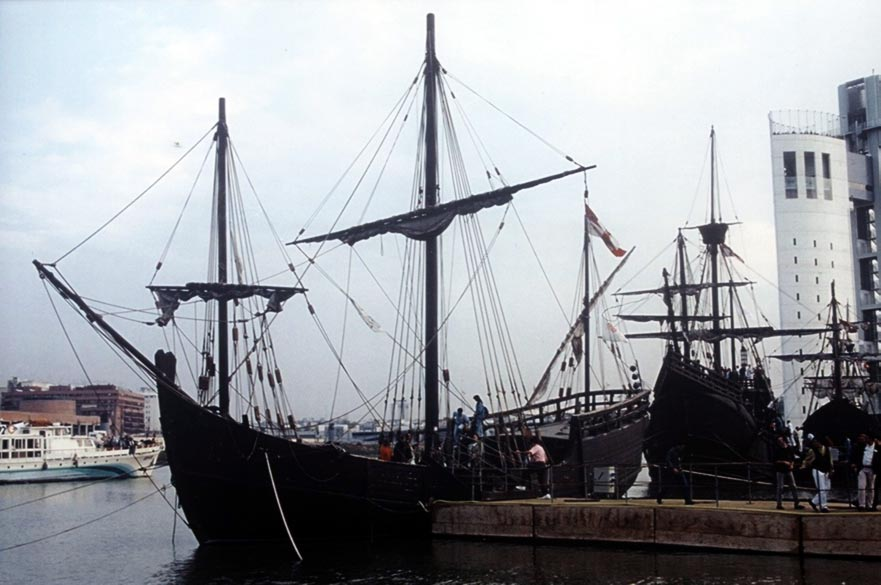
Kolumbusz karavelláinak másolatai az 1992-es sevillai kiállításon

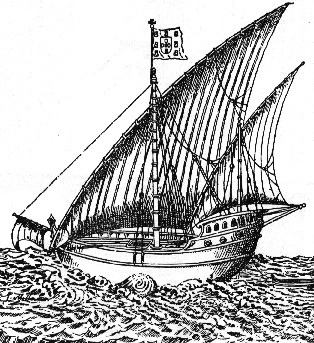
Portugál karavella 1500 körül

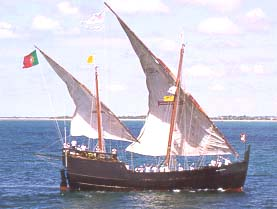
Latinvitorlás karavella (modernkori brazil rekonstrukció)

A karavella egy könnyű, nagy manőverezőképességű, magas oldalfalú vitorlás hajó, amelyet a 15-17. században főleg a spanyolok és a portugálok használtak nagy távolságú utakra. Legfőbb kiválósága abban rejlett, hogy az ún. latin vitorlának köszönhetően képes a szél ellen haladni. Figyelemre méltó sebességre is képes volt.

## Etimológia
A nemzetközileg használt szó a francia caravelle nyomán a portugál caravela szóból ered.
Úgy tűnik, hogy a portugál szó a caravo vagy carabo szóból származik, amely pedig a görög κάραβος (karabosz) szóból, a Földközi-tengeren használt könnyű hajó nevéből. Erre az ősi, vitorlás hajótípusra latinul carabus néven utalnak.
Mások szerint e portugál szó arab eredetű, a karib vagy "qârib" szóból.
Első dokumentált portugál használata 1255-ből származik, a nyomtatott dokumentumok utolsó hivatkozása pedig 1766-ból származik, ami arra utal, hogy a kifejezést az idők során több hajóra is alkalmazták.

## Története
Portugáliában fejlesztették ki, ősei valószínűleg arab hajók másolatai voltak. Első írásos említését 1255-ből ismerjük. A hajót a 15-16. században tökéletesítették.
Magas oldalfala, egy fedélzete és egy tatfelépítménye volt.

### Korai típus
A korai típus kicsi, de erős, kb. 20 brt vízkiszorítású hajó, két-három árbócán általában latinvitorlái, vagy vegyes (két négyszögletű és egy latin) vitorlái voltak. Legénysége 20 főből állt. Ez teljesen megfelelt eredeti funkciójának: a 13. században az első karavellák part menti halászhajók voltak. Később ilyen, úgynevezett latin karavellákon jutottak el a portugál hajósok Nyugat-Afrika partjai mentén az Aranypartig, sőt valamivel még azon túl is. Az egyszerű hajónak számos előnyös tulajdonsága volt, köztük a legfontosabb az, hogy szél ellen is tudott vitorlázni.

### Kései típus

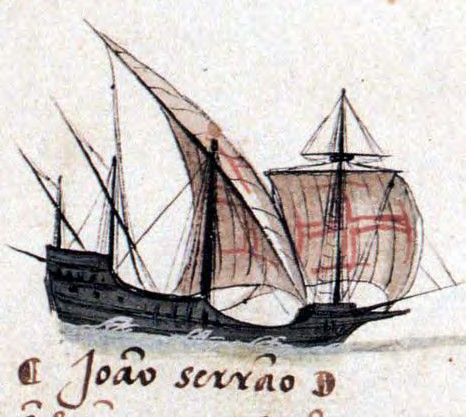
Keresztvitorlás karavella 1500 körül

A kései típus hossza jellemzően 20–25 m közötti, szélessége 6–7 m, vízkiszorítása 200–400 brt. Ez az ún. „keresztvitorlás karavella” az orrárbóc alatt is keresztvitorlát kapott, és az árbóckosár, vagyis a kas fölött kasvitorlával gazdagodott. A hátsó árbócán maradt a latinvitorla. A vízkiszorítással az árbócok száma is nőtt: a végén már négyárbócos karavellákat is építettek. A keresztvitorlás karavella tengerjáró képessége korában kiemelkedően jó volt; egyike volt az első olyan hajótípusoknak, amelyeken lehetett élesen szél felé vitorlázni.
Ilyen hajókon indult expedícióira egyebek közt Kolumbusz Kristóf (három hajójából a Niña és a Pinta volt karavella, a Santa Maria karakk) és Vasco da Gama is.